# Витре (Иль и Вилен)
Витре (фр. Vitré) — город на северо-западе Франции, находится в регионе Бретань, департамент Иль и Вилен, округ Фужер-Витре, центр одноименного кантона. Город расположен в 35 к востоку от Ренна и в 105 км к западу от Ле-Мана, в 6 км от автомагистрали N157. Через его территорию протекает река Вилен. В центре города расположена железнодорожная станция Витре линии Париж-Брест.
Население (2018) — 18 267 человек.

## История
Территория в районе нынешнего Витре была заселена с галло-римских времен. Название Vitré происходит от галло-римского имени «Виктор» или «Victrix», в честь владельца фермы в регионе. Основание Витре относится к 1000 году, когда герцог Бретани Жоффруа I передал эту территорию Риваллону Ле Викеру, поручив ему охранять район, имевший стратегическое значение. На холме Сент-Круа был построен небольшой деревянный замок. Этот замок был сожжён несколько раз, и в 1070 году барон Робер I де Витре построил на скалистом выступе, доминирующем над долиной реки Вилен, каменный замок, отдельные фрагменты которого сохранились до наших дней.
В XIII веке замок был расширен и оборудован крепкими башнями и навесными стенами; он был интегрирован в треугольный выступ скалы, на котором было построено сооружение в стиле замков короля Филиппа II Августа. К концу XIII века город перешел к Ги IX де Лавалю, а затем последовательно принадлежал семьям Рьё, Колиньи и Ла-Тремойль. Именно в это время «город-крепость» принял свой нынешний вид; он был окружен укрепленными валами и рвами. Вокруг крепости были построены городские кварталы, до настоящего времени определяющие планировку улиц Витре.
В 15 веке замок был модифицирован с учетом требований артиллерии. В то же время внутри города было построено много фахверковых домов и частных особняков. Эти средневековые районы характеризуются крепким каркасным строительством, извилистыми и тёмными улицами, а также сетью переулков. С точки зрения обороны, эти узкие улочки были проблемами при взятии города. В 1488 году, во время французского вторжения в Бретань, Витре был захвачен Карлом VIII.
Экономика Витре процветала в эпоху Возрождения, как и любой другой город в герцогстве Бретань. Его пик пришёлся на XVI век, когда местные торговцы обогатились на продаже пеньки. Они построили многочисленные особняки с богатыми украшениями, часть из которых сохранилась. Когда король Генрих IV вошел в Витре в 1598 году, он был поражен богатством города и воскликнул: «Если бы я не был королем Франции, я был бы бюргером Витре!». Во время Религиозных войн в конце XVI века протестантский город был осаждён в течение пяти месяцев войсками Католической лиги под командованием герцога Меркёра. Осада не увенчалась успехом, и город остался одним из немногих бастионов, противостоявших Католической лиге на западе Франции.
В начале XVII века пресёкся род Лаваль, бывших баронами Витре; новые бароны из семьи Ла-Тремойль покинули город и отправились ко двору в Версаль. За этот период город потерял свою значимость, начался медленный демографический спад. Такая ситуация продолжалась до прихода железной дороги в середине XIX века, для этого были разрушены южные крепостные сооружения.
Витре не пострадал от массовых разрушений во время двух мировых войн и сохранил свое историческое наследие. После Второй мировой войны Витре пережил экономический бум вместе с остальной Францией. В течение «тридцати славных лет» с 1950 года Витре пережил массовую миграцию сельского населения, которая привела к строительству новых зданий, включая современные шестиэтажные дома в районе «Мезон Руж». Внутренние районы города сохранили богатое наследия искусства и архитектуры. В 1999 году Витре получил звание «Город искусства и истории» благодаря своему богатому культурному наследию. Памятники города привлекают множество туристов каждый год.

## Достопримечательности
- Замок Витре XI века
- Средневековые укрепления и башни, остатки бывшей крепостной стены
- Позднеготический замок Роше-Севинье, который в XVII веке служил загородным домом знаменитой мадам де Севинье.
- Церковь Нотр-Дам-де-Витре XV—XVI, сочетание готики и ренессанса
- Часовня Святого Николая XV—XVI веков в стиле пламенеющей готики
- Неороманская церковь Святого Мартина середины XIX века
- Здание мэрии XVII века
- Английский парк в центре города

## Экономика
Структура занятости населения:
- сельское хозяйство — 1,4 %
- промышленность — 34,0 %
- строительство — 3,5 %
- торговля, транспорт и сфера услуг — 35,6 %
- государственные и муниципальные службы — 25,5 %

Уровень безработицы (2018) — 10,7 % (Франция в целом —  13,4 %, департамент Иль и Вилен — 10,4 %). 

Среднегодовой доход на 1 человека, евро (2018) — 22 000 (Франция в целом — 21 730, департамент Иль и Вилен — 22 230).

## Демография
Динамика численности населения, чел.

## Администрация
Пост мэра Витре с 2020 года занимает член партии Республиканцы, бывший депутат Национального собрания Франции Изабель Ле Калленек (Isabelle Le Callennec). На муниципальных выборах 2020 года возглавляемый ею правоцентристский список победил в 1-м туре, получив 55,62 % голосов.
| Период | Период | Фамилия             | Партия                                                                                 | Примечания |
| ------ | ------ | ------------------- | -------------------------------------------------------------------------------------- | --- |
| 1966   | 1977   | Рене Кринон         | Объединение в поддержку Республики                                                     | дантист |
| 1977   | 2020   | Пьер Меэньери       | Союз за французскую демократию Союз за народное движение Союз демократов и независимых | инженер-агроном, президент Генерального совета департамента, депутат Национального собрания Франции, министр сельского хозяйства (1977-1981), министр экологии и устойчивого развития (1986-1888), министр юстиции (1993-1995) |
| 2020   |        | Изабель Ле Калленек | Республиканцы                                                                          | руководитель, член Совета департамента, депутат Национального собрания Франции, член Регионального совета Бретани |

## Города-побратимы
- Хельмштедт, Германия (1979)
- Лимингтон, Великобритания (1981)
- Тербон, Канада (1983)
- Дженне, Мали (1987)
- Вильяхойоса, Испания (1989)
- Грис[англ.], США (1990)
- Сьрода-Велькопольска, Польша (1994)
- Талмачиу, Румыния (1999)

## Знаменитые уроженцы
- Клод Этьенн Савари (1750—1788), путешественник, знаток восточных языков, переводчик Корана

## Галерея

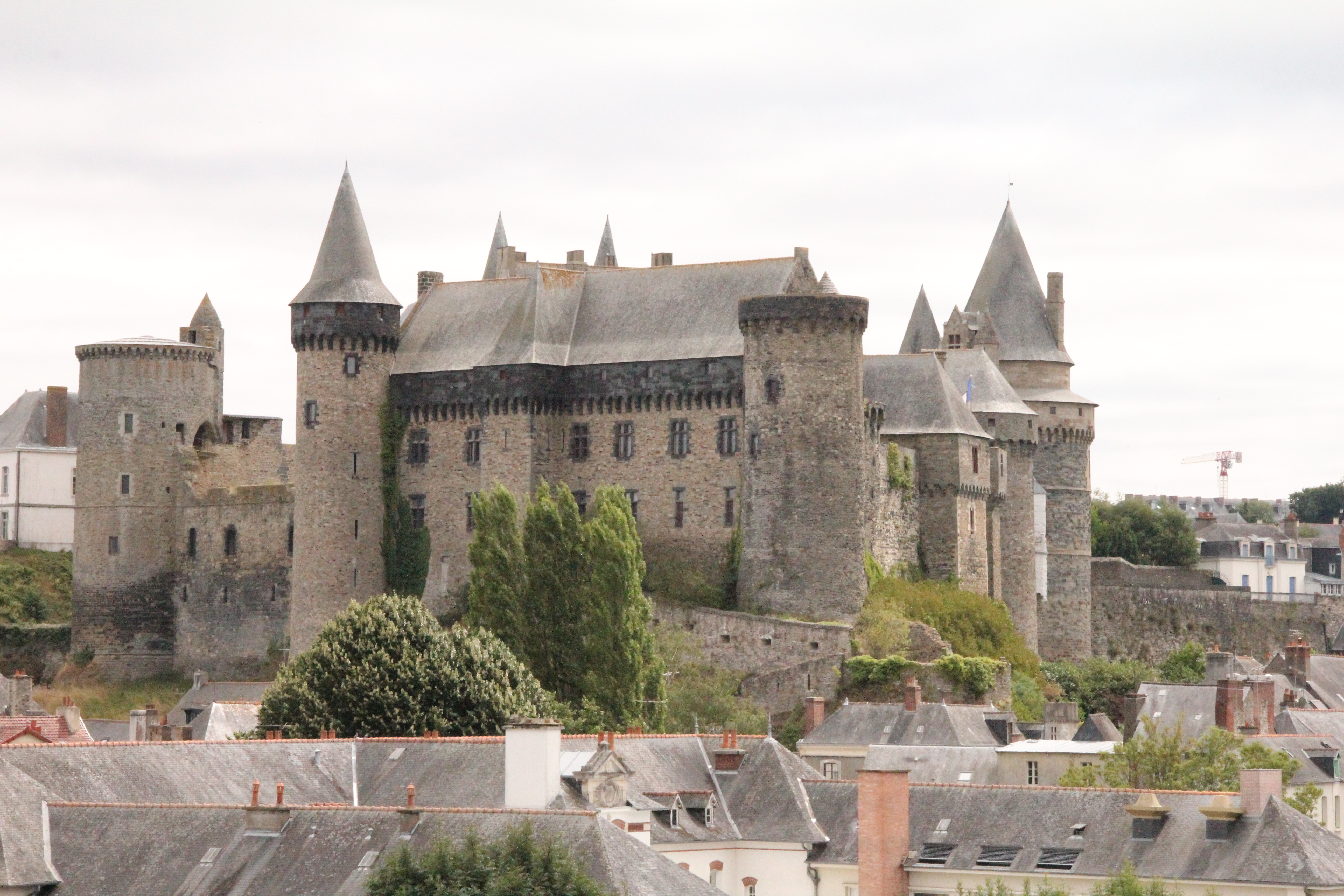
Замок Витре
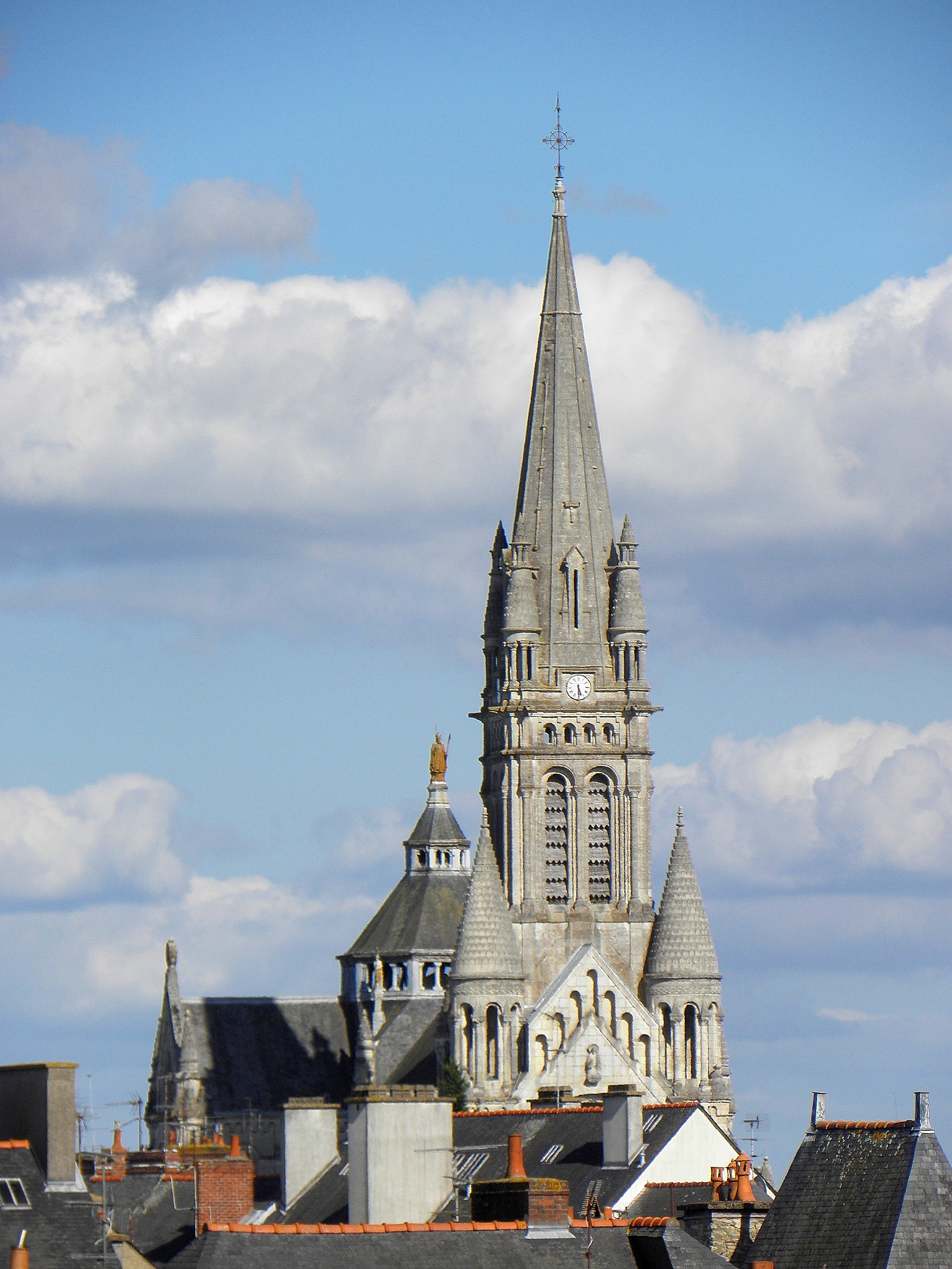
Церковь Святого Мартина и Башня Святого Лорана замка Витре
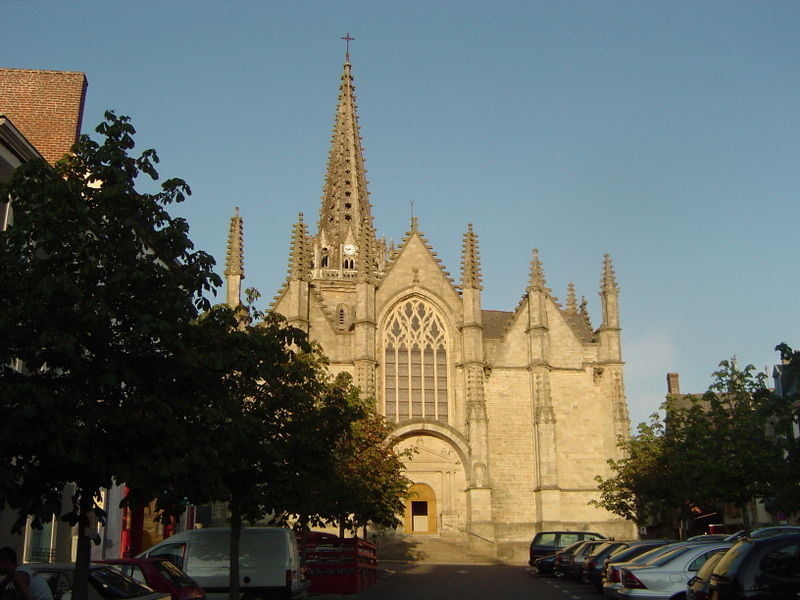
Церковь Нотр-Дам-де-Витре
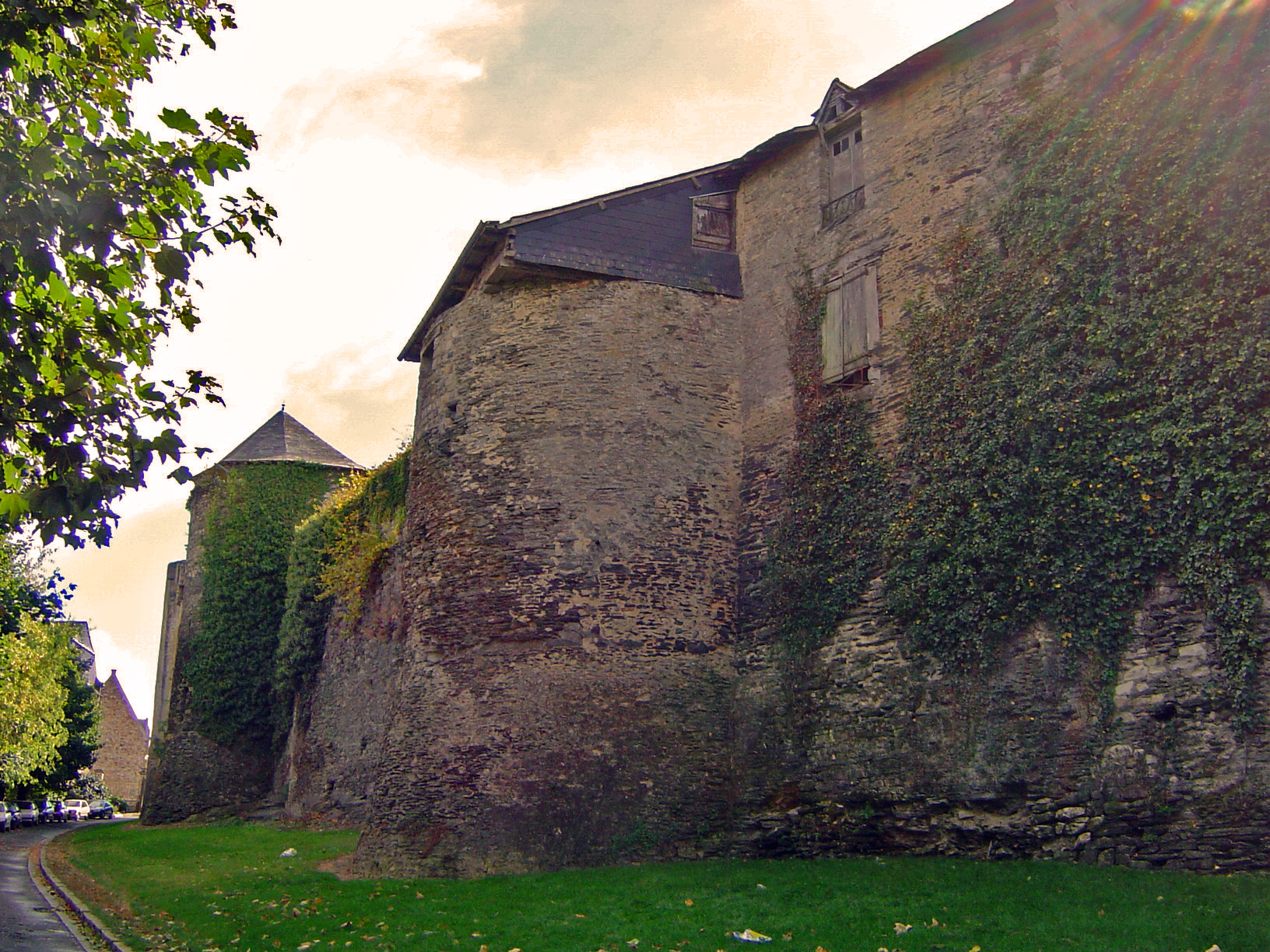
Крепостная стена

1. 1 2  база данных о французских коммунах — Национальный географический институт Франции, 2015.